# Paradrina flavirena
Paradrina flavirena là một loài bướm đêm trong họ Noctuidae.